# Winter Garden, Florida
Winter Garden är en stad (city) i Orange County, i delstaten Florida, USA. Enligt United States Census Bureau har staden en folkmängd på 35 287 invånare (2011) och en landarea på 39,9 km².